# Voulangis
Voulangis [vulɑ̃ʒis]  est une commune française située dans le département de Seine-et-Marne, en région Île-de-France.

## Géographie

### Localisation
La commune est située à environ  28 kilomètres à l’est de Lagny-sur-Marne.
Elle est proche du parc à thèmes Disneyland Paris (environ 15 kilomètres).

### Communes limitrophes
| Villiers-sur-Morin  | Crécy-la-Chapelle     | Crécy-la-Chapelle     |
| Villiers-sur-Morin  | Voulangis             | Tigeaux               |
| Villeneuve-le-Comte | Dammartin-sur-Tigeaux | Dammartin-sur-Tigeaux |

Les communes limitrophes sont : Crécy-la-Chapelle, Villiers-sur-Morin, Tigeaux, Villeneuve-le-Comte.

### Géologie et relief
La commune est classée en zone de sismicité 1, correspondant à une sismicité très faible.

### Hydrographie

#### Réseau hydrographique

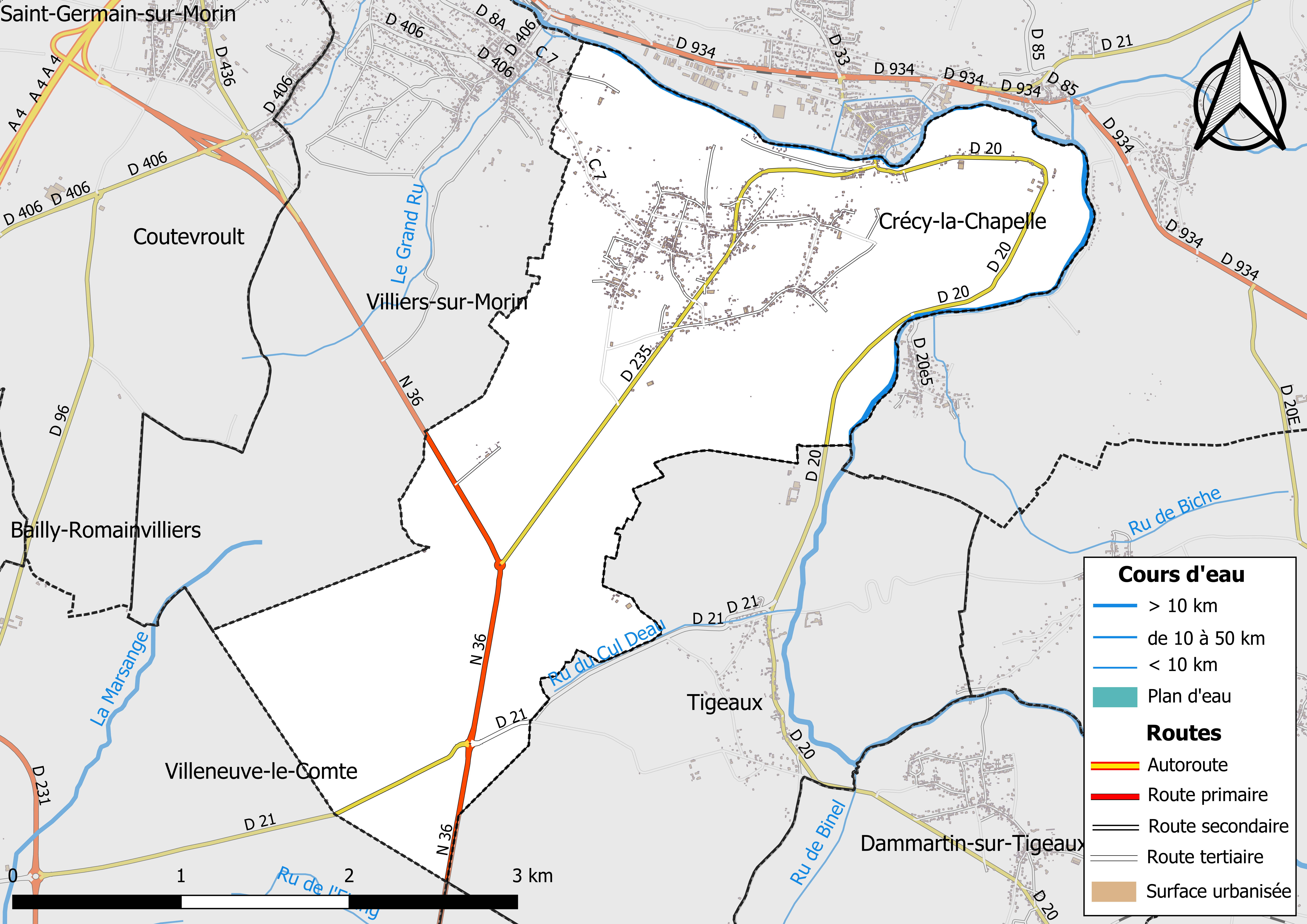
Carte des réseaux hydrographique et routier de Voulangis.

Le réseau hydrographique de la commune se compose de quatre cours d'eau référencés :
- la rivière le Grand Morin, longue de 118,16 km[3], affluent en rive gauche de la Marne, qui épouse une boucle de la rivière sur 6 200 mètres, ainsi que :
  - un bras de 0,32 km[4] ;
  - un bras de 0,44 km[5] ;
- le canal 01 de Mon Plaisir, 0,91 km[6], qui conflue avec le Grand Morin.

Le ru Dameron au sud de la commune marque la limite avec Tigeaux.
La longueur totale des cours d'eau sur la commune est de 4,02 km.

#### Gestion des cours d'eau
Afin d’atteindre le bon état des eaux imposé par la Directive-cadre sur l'eau du 23 octobre 2000, plusieurs outils de gestion intégrée s’articulent à différentes échelles : le SDAGE, à l’échelle du bassin hydrographique, et le SAGE, à l’échelle locale. Ce dernier fixe les objectifs généraux d’utilisation, de mise en valeur et de protection quantitative et qualitative des ressources en eau superficielle et souterraine. Le département de Seine-et-Marne est couvert par six SAGE, au sein du bassin Seine-Normandie. La commune fait partie de deux SAGE : « Yerres » et « Petit et Grand Morin ».
Le SAGE « Yerres » a été approuvé le 13 octobre 2011. Il correspond au bassin versant de l’Yerres, d'une superficie de 1 017 km2, parcouru par un réseau hydrographique de 450 kilomètres de long environ, répartis entre le cours de l’Yerres et ses affluents principaux que sont : le ru de l'Étang de Beuvron, la Visandre, l’Yvron, le Bréon, l’Avon, la Marsange, la Barbançonne, le Réveillon. Le pilotage et l’animation du SAGE sont assurés par le syndicat mixte pour l'assainissement et la gestion des eaux du bassin versant de l’Yerres (SYAGE), qualifié de « structure porteuse ».
Le SAGE « Petit et Grand Morin » a été approuvé le 21 octobre 2016. Il comprend les bassins du Petit Morin (630 km2) et du Grand Morin (1 185 km2). Le pilotage et l’animation du SAGE sont assurés par le syndicat mixte d'aménagement et de gestion des Eaux (SMAGE) des 2 Morin, qualifié de « structure porteuse ».

### Climat
Pour des articles plus généraux, voir Climat de l'Île-de-France et Climat de Seine-et-Marne.
En 2010, le climat de la commune est de type climat océanique dégradé des plaines du Centre et du Nord, selon une étude du CNRS s'appuyant sur une série de données couvrant la période 1971-2000. En 2020, Météo-France publie une typologie des climats de la France métropolitaine dans laquelle la commune est exposée à un climat océanique altéré et est dans la région climatique Nord-est du bassin Parisien, caractérisée par un ensoleillement médiocre, une pluviométrie moyenne régulièrement répartie au cours de l’année et un hiver froid (3 °C).
Pour la période 1971-2000, la température annuelle moyenne est de 10,8 °C, avec une amplitude thermique annuelle de 14,9 °C. Le cumul annuel moyen de précipitations est de 731 mm, avec 11,5 jours de précipitations en janvier et 8,2 jours en juillet. Pour la période 1991-2020, la température moyenne annuelle observée sur la station météorologique la plus proche, située sur la commune de Mouroux à 11 km à vol d'oiseau, est de 11,3 °C et le cumul annuel moyen de précipitations est de 721,3 mm,. Pour l'avenir, les paramètres climatiques de la commune estimés pour 2050 selon différents scénarios d'émission de gaz à effet de serre sont consultables sur un site dédié publié par Météo-France en novembre 2022.

### Milieux naturels et biodiversité

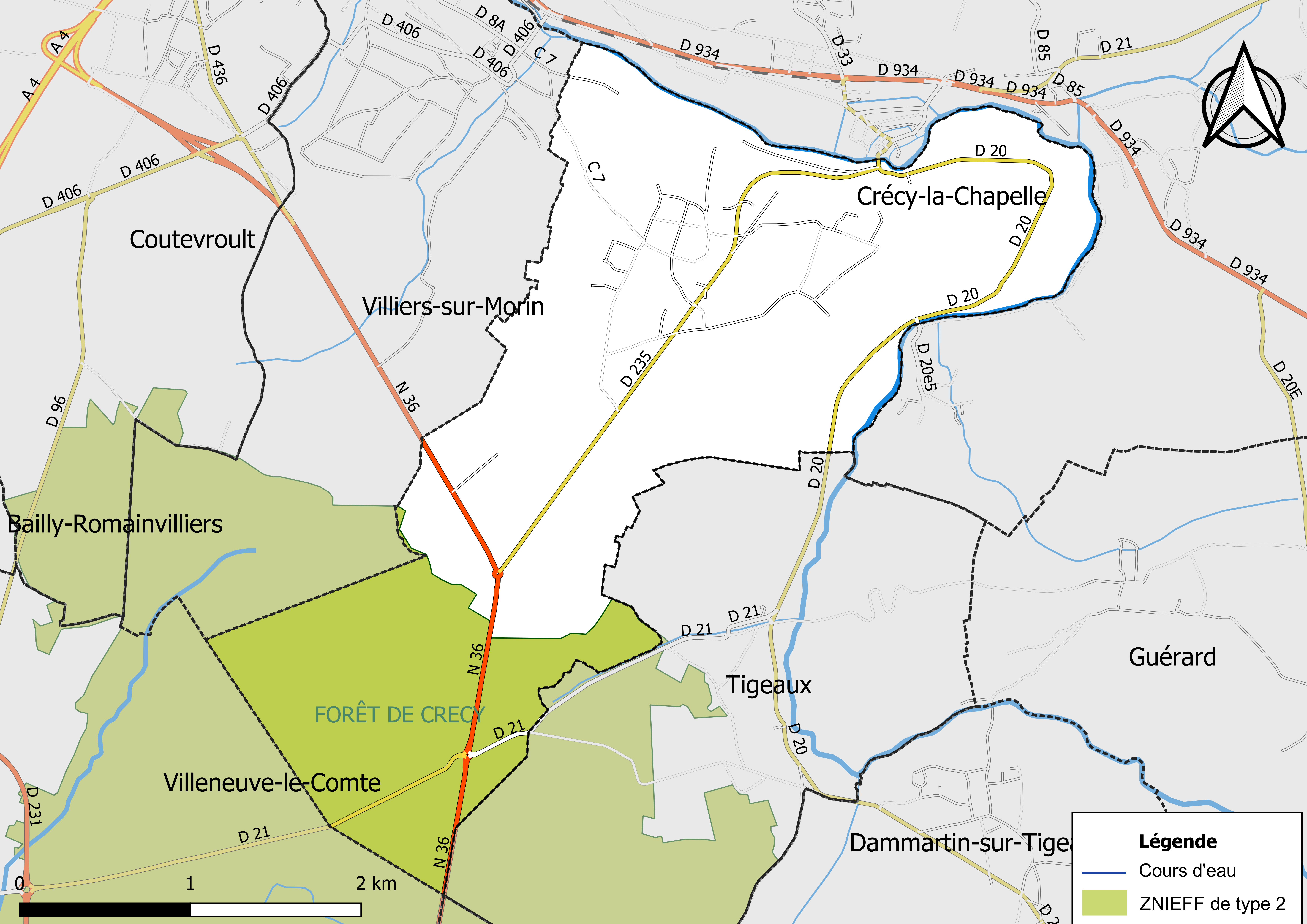
Carte des ZNIEFF de type 2 localisées sur la commune.

L’inventaire des zones naturelles d'intérêt écologique, faunistique et floristique (ZNIEFF) a pour objectif de réaliser une couverture des zones les plus intéressantes sur le plan écologique, essentiellement dans la perspective d’améliorer la connaissance du patrimoine naturel national et de fournir aux différents décideurs un outil d’aide à la prise en compte de l’environnement dans l’aménagement du territoire.
Le territoire communal de Voulangis comprend une ZNIEFF de type 2,,, 
la « Forêt de Crécy » (6 897,74 ha), couvrant 17 communes du département.

## Urbanisme

### Typologie
Au 1er janvier 2024, Voulangis est catégorisée ceinture urbaine, selon la nouvelle grille communale de densité à sept niveaux définie par l'Insee en 2022.
Elle appartient à l'unité urbaine de Bailly-Romainvilliers, une agglomération intra-départementale regroupant quatorze  communes, dont elle est une commune de la banlieue,,. Par ailleurs la commune fait partie de l'aire d'attraction de Paris, dont elle est une commune de la couronne,. Cette aire regroupe 1 929 communes,.

### Lieux-dits et écarts
La commune compte 82 lieux-dits administratifs répertoriés consultables ici (source : le fichier Fantoir).
Principaux lieux-dits : le Montoir, Luttin, la Ronce, l'Orme, Moulangis, le Bout d'en Haut, le Faubourg, Saint-Martin, la Ferriere ou l'on ramassait le minerai de fer.

### Occupation des sols
L'occupation des sols de la commune, telle qu'elle ressort de la base de données européenne d’occupation biophysique des sols Corine Land Cover (CLC), est marquée par l'importance des forêts et milieux semi-naturels (45,6 % en 2018), une proportion sensiblement équivalente à celle de 1990 (45,9 %). La répartition détaillée en 2018 est la suivante : 
forêts (45,6 %), terres arables (41 %), zones urbanisées (11,5 %), espaces verts artificialisés, non agricoles (2 %).
Parallèlement, L'Institut Paris Région, agence d'urbanisme de la région Île-de-France, a mis en place un inventaire numérique de l'occupation du sol de l'Île-de-France, dénommé le MOS (Mode d'occupation du sol), actualisé régulièrement depuis sa première édition en 1982. Réalisé à partir de photos aériennes, le Mos distingue les espaces naturels, agricoles et forestiers mais aussi les espaces urbains (habitat, infrastructures, équipements, activités économiques, etc.) selon une classification pouvant aller jusqu'à 81 postes, différente de celle de Corine Land Cover,,. L'Institut met également à disposition des outils permettant de visualiser par photo aérienne l'évolution de l'occupation des sols de la commune entre 1949 et 2018.

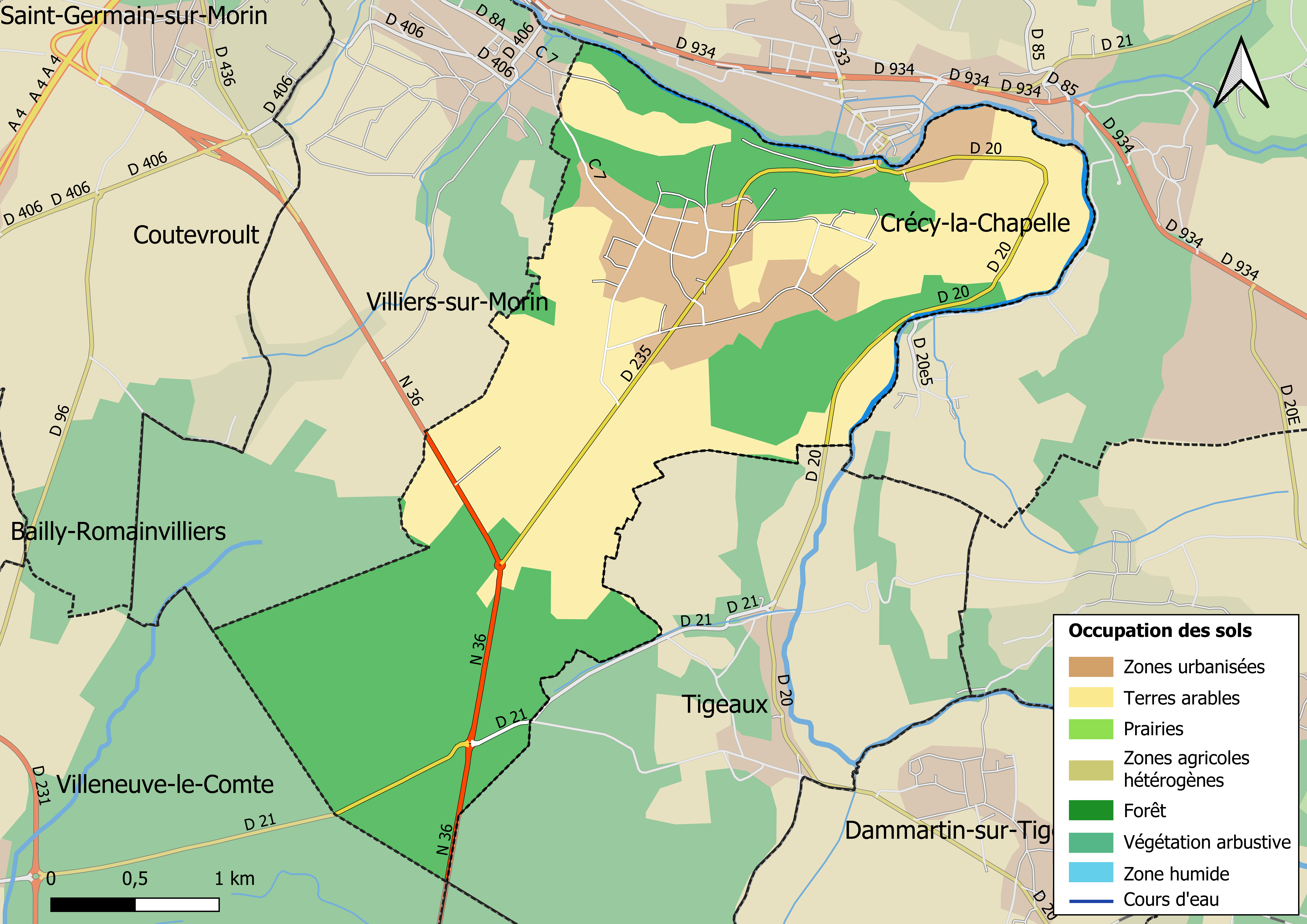
Carte des infrastructures et de l'occupation des sols en 2018 (CLC) de la commune.
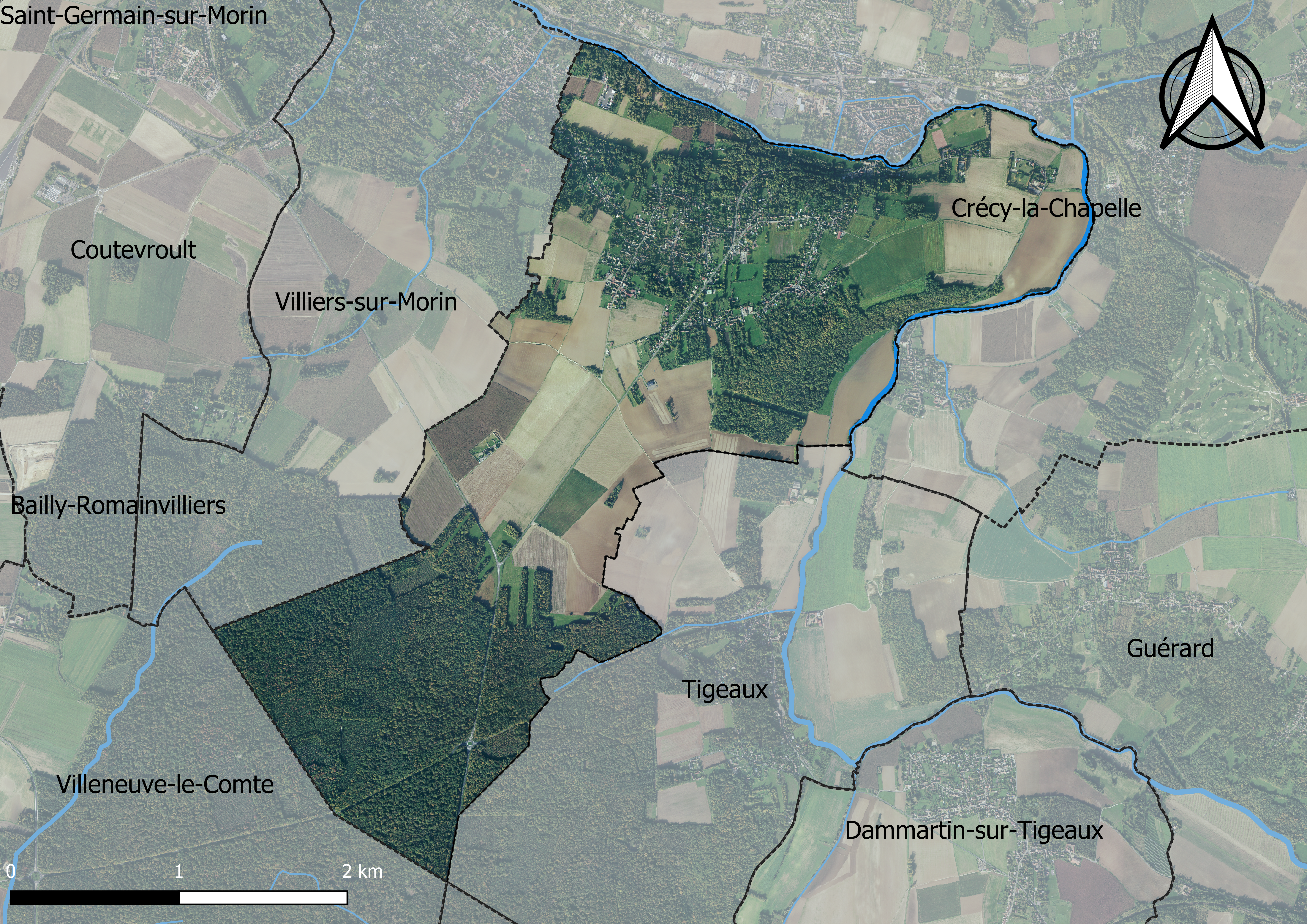
Carte orhophotogrammétrique de la commune.

### Planification
La loi SRU du 13 décembre 2000 a incité les communes à se regrouper au sein d’un établissement public, pour déterminer les partis d’aménagement de l’espace au sein d’un SCoT, un document d’orientation stratégique des politiques publiques à une grande échelle et à un horizon de 20 ans et s'imposant aux documents d'urbanisme locaux, les PLU (Plan local d'urbanisme). La commune est dans le territoire du SCOT Pays créçois, approuvé le 18 décembre 2019.
La commune disposait en 2019 d'un plan local d'urbanisme en révision. Le zonage réglementaire et le règlement associé peuvent être consultés sur le Géoportail de l'urbanisme.

### Logement
En 2016, le nombre total de logements dans la commune était de 640 dont 96,2 % de maisons et 3,3 % d'appartements.
Parmi ces logements, 91,1 % étaient des résidences principales, 6,4 % des résidences secondaires et 2,5 % des logements vacants.
La part des ménages fiscaux propriétaires de leur résidence principale s'élevait à 88 % contre 10,1 % de locataires et 1,9 % logés gratuitement,.

## Toponymie
Le nom de la localité est mentionné sous les formes Volengiaco vers 1080 ; Volengi en 1202, Vollengy en 1206 ; Volengis en 1237 ; Volangi en 1266, Saint Martin les Voulangis en 1793 ; Saint-Martin en 1801 ; Voulangis en 1887.
Saint Martin les Voulangis en 1793 ; Saint-Martin en 1801 est un lieu-dit de Voulangis

## Politique et administration

### Rattachements administratifs et électoraux

#### Rattachements administratifs
La commune se trouve  dans l'arrondissement de Meaux du département de la Seine-et-Marne.
Elle faisait partie depuis 1793 du canton de Crécy-la-Chapelle. Dans le cadre du redécoupage cantonal de 2014 en France, cette circonscription administrative territoriale a disparu, et le canton n'est plus qu'une circonscription électorale.

#### Rattachements électoraux
Pour les élections départementales, la commune fait partie depuis 2014 du canton de Serris
Pour l'élection des députés, elle fait partie de la cinquième circonscription de Seine-et-Marne.

### Intercommunalité
Voulangis était membre de la communauté de communes du Pays Créçois, un établissement public de coopération intercommunale (EPCI) à fiscalité propre créé fin 2000 et auquel la commune avait transféré un certain nombre de ses compétences, dans les conditions déterminées par le code général des collectivités territoriales.
Cette intercommunalité a fusionné avec sa voisine pour former, le 1er janvier 2020 une nouvelle communauté d'agglomération Coulommiers Pays de Brie dont est désormais membre la commune.

### Liste des maires
| Période                                  | Période                       | Identité            | Étiquette | Qualité |
| ---------------------------------------- | ----------------------------- | ------------------- | --------- | --- |
| Les données manquantes sont à compléter. |                               |                     |           | |
|                                          | avant 1994                    | André Vallée        |           | |
| Les données manquantes sont à compléter. |                               |                     |           | |
| 1994                                     | 2014                          | Jean-Claude Hermann |           | |
| 2014                                     | En cours (au 28 juillet 2020) | Franz Molet         |           | Gérant de burger Vice-président de la CC du Pays Créçois ( ? → 2019) Vice-président de la CA Coulommiers Pays de Brie (2020 → ) Réélu pour le mandat 2020-2026, |

## Équipements et services

### Eau et assainissement
L’organisation de la distribution de l’eau potable, de la collecte et du traitement des eaux usées et pluviales relève des communes. La loi NOTRe de 2015 a accru le rôle des EPCI à fiscalité propre en leur transférant cette compétence. Ce transfert devait en principe être effectif au 1er janvier 2020, mais la loi Ferrand-Fesneau du 3 août 2018 a introduit la possibilité d’un report de ce transfert au 1er janvier 2026,.

#### Assainissement des eaux usées
En 2020, la gestion du service d'assainissement collectif de la commune de Voulangis est assurée par la communauté d'agglomération Coulommiers Pays de Brie (CACPB) pour le transport. Ce service est géré en délégation par une entreprise privée, dont le contrat arrive à échéance le 31 décembre 2030,,.
L’assainissement non collectif (ANC) désigne les installations individuelles de traitement des eaux domestiques qui ne sont pas desservies par un réseau public de collecte des eaux usées et qui doivent en conséquence traiter elles-mêmes leurs eaux usées avant de les rejeter dans le milieu naturel. La communauté d'agglomération Coulommiers Pays de Brie (CACPB) assure pour le compte de la commune le service public d'assainissement non collectif (SPANC), qui a pour mission de vérifier la bonne exécution des travaux de réalisation et de réhabilitation, ainsi que le bon fonctionnement et l’entretien des installations,.

#### Eau potable
En 2020, l'alimentation en eau potable est assurée par  le SMAAEP de Crécy_Boutigny et Environs qui en a délégué la gestion à l'entreprise Veolia, dont le contrat expire le 31 décembre 2025,,.
Les nappes de Beauce et du Champigny sont classées en zone de répartition des eaux (ZRE), signifiant un déséquilibre entre les besoins en eau et la ressource disponible. Le changement climatique est susceptible d’aggraver ce déséquilibre. Ainsi afin de renforcer la garantie d’une distribution d’une eau de qualité en permanence sur le territoire du département, le troisième Plan départemental de l’eau signé, le 3 octobre 2017, contient un plan d’actions afin d’assurer avec priorisation la sécurisation de l’alimentation en eau potable des Seine-et-Marnais. A cette fin a été préparé et publié en décembre 2020 un schéma départemental d’alimentation en eau potable de secours dans lequel huit secteurs prioritaires sont définis. La commune fait partie du secteur Meaux.

## Population et société

### Démographie

#### Évolution démographique
L'évolution du nombre d'habitants est connue à travers les recensements de la population effectués dans la commune depuis 1793. Pour les communes de moins de 10 000 habitants, une enquête de recensement portant sur toute la population est réalisée tous les cinq ans, les populations de référence des années intermédiaires étant quant à elles estimées par interpolation ou extrapolation. Pour la commune, le premier recensement exhaustif entrant dans le cadre du nouveau dispositif a été réalisé en 2004.

En 2022, la commune comptait 1 504 habitants, en évolution de −2,08 % par rapport à 2016 (Seine-et-Marne : +3,92 %, France hors Mayotte : +2,11 %).
| 1793 | 1800 | 1806 | 1821 | 1831 | 1836 | 1841 | 1846 | 1851 |
| ---- | ---- | ---- | ---- | ---- | ---- | ---- | ---- | ---- |
| 724  | 751  | 673  | 731  | 776  | 779  | 721  | 702  | 728  |

| 1856 | 1861 | 1866 | 1872 | 1876 | 1881 | 1886 | 1891 | 1896 |
| ---- | ---- | ---- | ---- | ---- | ---- | ---- | ---- | ---- |
| 675  | 657  | 615  | 599  | 584  | 554  | 594  | 587  | 573  |

| 1901 | 1906 | 1911 | 1921 | 1926 | 1931 | 1936 | 1946 | 1954 |
| ---- | ---- | ---- | ---- | ---- | ---- | ---- | ---- | ---- |
| 558  | 516  | 524  | 489  | 517  | 509  | 505  | 571  | 490  |

| 1962 | 1968 | 1975 | 1982 | 1990  | 1999  | 2004  | 2006  | 2009  |
| ---- | ---- | ---- | ---- | ----- | ----- | ----- | ----- | ----- |
| 497  | 516  | 643  | 892  | 1 113 | 1 261 | 1 378 | 1 415 | 1 528 |

| 2014  | 2019  | 2022  | - | - | - | - | - | - |
| ----- | ----- | ----- | - | - | - | - | - | - |
| 1 539 | 1 494 | 1 504 | - | - | - | - | - | - |

#### Pyramide des âges
La population de la commune est relativement jeune.
En 2018, le taux de personnes d'un âge inférieur à 30 ans s'élève à 34,3 %, soit en dessous de la moyenne départementale (39,6 %). À l'inverse, le taux de personnes d'âge supérieur à 60 ans est de 23,9 % la même année, alors qu'il est de 19,9 % au niveau départemental.
En 2018, la commune comptait 758 hommes pour 750 femmes, soit un taux de 50,27 % d'hommes, légèrement supérieur au taux départemental (48,69 %).
Les pyramides des âges de la commune et du département s'établissent comme suit.
| Hommes | Classe d’âge | Femmes |
| ------ | ------------ | ------ |
| 0,8    | 90 ou +      | 1,1    |
| 4,5    | 75-89 ans    | 5,1    |
| 19,0   | 60-74 ans    | 17,2   |
| 23,6   | 45-59 ans    | 25,8   |
| 16,6   | 30-44 ans    | 17,6   |
| 17,2   | 15-29 ans    | 15,3   |
| 18,2   | 0-14 ans     | 17,8   |

| Hommes | Classe d’âge | Femmes |
| ------ | ------------ | ------ |
| 0,4    | 90 ou +      | 1,2    |
| 4,9    | 75-89 ans    | 6,5    |
| 13,6   | 60-74 ans    | 14,3   |
| 20,2   | 45-59 ans    | 19,8   |
| 20,1   | 30-44 ans    | 20,6   |
| 19,2   | 15-29 ans    | 17,9   |
| 21,7   | 0-14 ans     | 19,7   |

### Festivités et événements
- VoulStock : festival musical bisannuel (prochain en 2019)[réf. nécessaire].

## Économie

### Revenus de la population et fiscalité
En 2018, le nombre de ménages fiscaux de la commune était de 584, représentant 1561 personnes et la  médiane du revenu disponible par unité de consommation  de 27 550 euros.

### Emploi
En 2017 , le nombre total d’emplois dans la zone était de 152, occupant 733 actifs  résidants.
Le taux d'activité de la population (actifs ayant un emploi) âgée de 15 à 64 ans s'élevait à 72,6 % contre un taux de chômage de 4,9 %.
Les 22,5 % d’inactifs se répartissent de la façon suivante : 10 % d’étudiants et stagiaires non rémunérés, 8 % de retraités ou préretraités et 4,5 % pour les autres inactifs.

### Entreprises et commerces
En 2018, le nombre d'établissements actifs était de 118 dont 4 dans l’industrie manufacturière, industries extractives et autres, 29 dans la construction, 29 dans le commerce de gros et de détail, transports, hébergement et restauration, 5 dans l’information et communication, 3 dans les activités financières et d'assurance, 4 dans les activités immobilières, 32 dans les activités spécialisées, scientifiques et techniques et activités de services administratifs et de soutien, 5 dans l’administration publique, enseignement, santé humaine et action sociale et 7  étaient relatifs aux autres activités de services.
En 2019,  18 entreprises ont été créées sur le territoire de la commune, dont 12 individuelles.
Au 1er janvier 2020, la commune ne disposait pas d’hôtel et de terrain de camping.

### Agriculture
Voulangis est dans la petite région agricole dénommée les « Vallées de la Marne et du Morin », couvrant les vallées des deux rivières, en limite de la Brie. En 2010, l'orientation technico-économique de l'agriculture sur la commune est la culture de céréales et d'oléoprotéagineux (COP).
Si la productivité agricole de la Seine-et-Marne se situe dans le peloton de tête des départements français, le département enregistre un double phénomène de disparition des terres cultivables (près de 2 000 ha par an dans les années 1980, moins dans les années 2000) et de réduction d'environ 30 % du nombre d'agriculteurs dans les années 2010. Cette tendance se retrouve au niveau de la commune où le nombre d’exploitations est passé de 9 en 1988 à 7 en 2010. Parallèlement, la taille de ces exploitations augmente, passant de 55 ha en 1988 à 97 ha en 2010.
Le tableau ci-dessous présente les principales caractéristiques des exploitations agricoles de Voulangis, observées sur une période de 22 ans : 
|                                      | 1988 | 2000 | 2010 |
| ------------------------------------ | ---- | ---- | ---- |
| Dimension économique,                |      |      |      |
| Nombre d’exploitations (u)           | 9    | 8    | 7    |
| Travail (UTA)                        | 12   | 9    | 5    |
| Surface agricole utilisée (ha)       | 496  | 669  | 678  |
| Cultures                             |      |      |      |
| Terres labourables (ha)              | 465  | 640  | 660  |
| Céréales (ha)                        | 314  | 415  | 425  |
| dont blé tendre (ha)                 | 210  | 287  | 302  |
| dont maïs-grain et maïs-semence (ha) | 91   | 62   | 72   |
| Tournesol (ha)                       | 23   |      |      |
| Colza et navette (ha)                | 28   | s    | s    |
| Élevage                              |      |      |      |
| Cheptel (UGBTA)                      | 68   | 54   | 28   |

## Culture locale et patrimoine

### Lieux et monuments

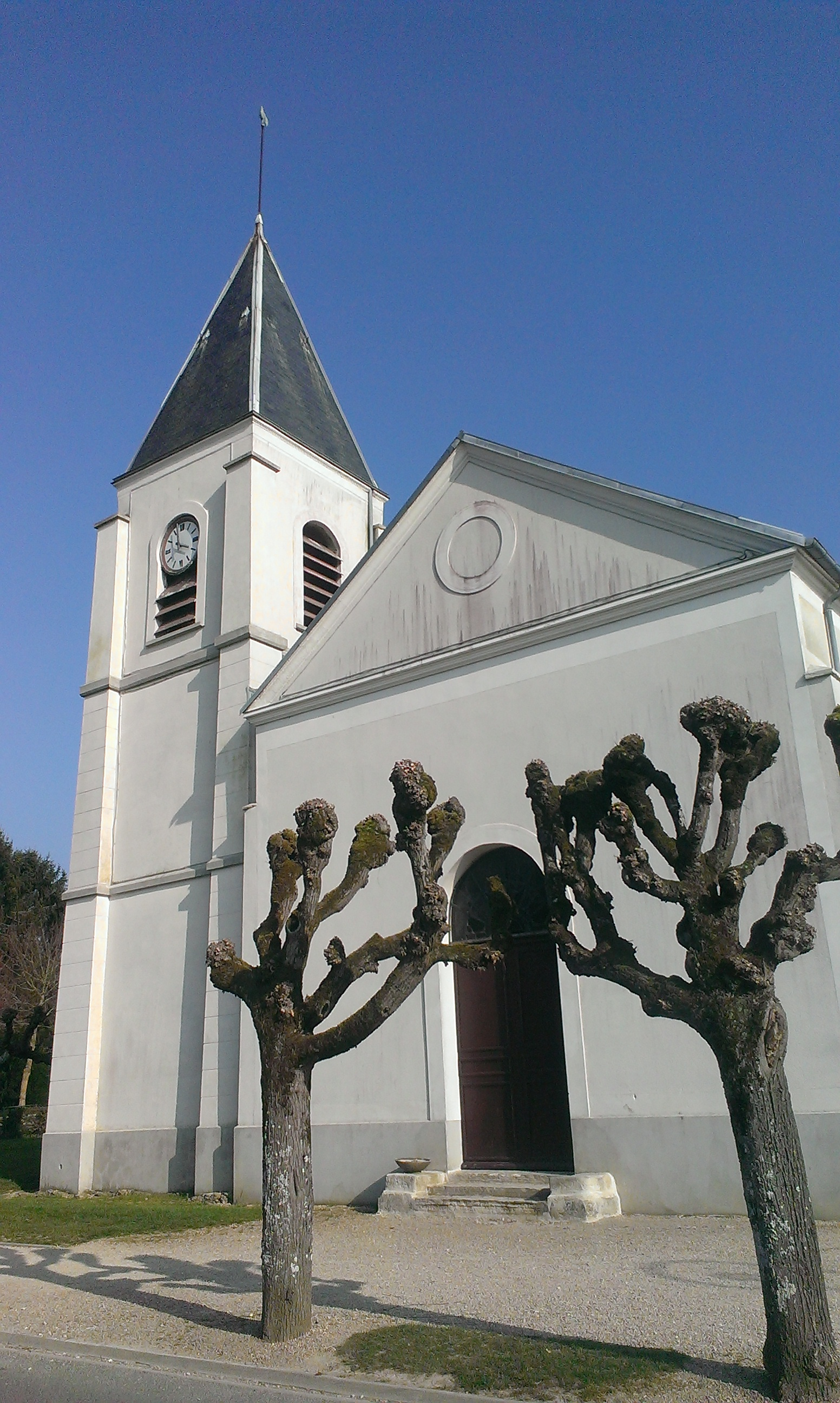
Église Saint-Pierre.

La commune compte de nombreux puits, sur terrains privés, des cours communes ou sur la voie publique. Ils permettaient autrefois aux habitants d'avoir de l'eau à disposition, la rivière Grand-Morin étant assez loin du village. De nos jours, ils sont tous fermés mais constituent le témoignage d'un passé pas si lointain.
Le puits du montoir situé au milieu d'un carrefour est surement le plus emblématique du village de Voulangis.
L’église Saint-Pierre a été construite au hameau du Montoir en 1823.
Son clocher fut reconstruit en 1853.
Elle a remplacé l’église primitive sise à Saint-Martin est qui est tombée en ruine à la fin du XVIIIe siècle.
Saint-Martin était le site primitif de peuplement de Voulangis, ayant comporté notamment une abbaye et un manoir seigneurial.
On peut notamment signaler les œuvres suivantes de l'église : 
- le monument funéraire, orant en pierre de liais, de Jacques Le Clerc, écuyer, seigneur de Saint-Martin-les-Voulangis, gentilhomme ordinaire de la Chambre du Roi, lieutenant d'une compagnie de gens d'armes des ordonnances, tué au siège d'Amiens le 12 septembre 1597, datant du XVIIe siècle, classé Monument historique depuis un arrêté du 31 janvier 1938[61] ;
- le retable et lambris du maître autel, dédié à saint Pierre, inscrit aux Monuments historiques depuis un arrêté du  30 août 1979[62] ;
- une Adoration des Mages, inscrite aux Monuments historiques depuis un arrêté du 30 août 1979[63] ;
- une Assomption de la Vierge Marie, copie de Nicolas Poussin, inscrite aux Monuments historiques depuis un arrêté du 30 août 1979[64] ;
- la chaire à prêcher, inscrite aux Monuments historiques depuis un arrêté du 23 juillet 1980[65] ;
- Les fonts baptismaux, en pierre, du XVIIIe siècle, inscrits aux Monuments historiques depuis un arrêté du 10 septembre 1980[66] ;
- la dalle funéraire du frère Pierre, prieur du prieuré de Saint-Martin au XVe siècle, dans l'allée centrale, classée Monument historique depuis un arrêté du 29 janvier 1971[67] ;
- la dalle funéraire de Angélique Marie Marguerite du Passage, dame de Saint-Martin, veuve de Maximilien Grangier de Bellême, décédée à Voulangis le 21 août 1767, marraine de la cloche de l'église en 1736, cloche classée Monument historique depuis un arrêté du 10 février 1942[68].

La restauration des peintures intérieures et des vitraux vient d'être effectuée[Quand ?].

### Voulangis et le cinéma
Voulangis a servi de lieu de tournage à :
- 2012 : Adieu Berthe de Bruno Podalydès.

### Héraldique, logotype
| Blason de Voulangis | Blason  | Coupé en mi partie vers la pointe, _ En I, – de gueule au Saint Martin d’argent. _ En II, – d’azur à la bande ondée d’argent. _ En III, – de sinople à trois épis d’or. |
| Blason de Voulangis | Détails | La partie supérieure représente Saint-Martin, considéré comme étant à l'origine du village. L'onde de la rivière représente le Morin et les trois épis de blé rappellent la réalité agricole de la commune Le blason de Voulangis a été approuvé par le conseil municipal le 15 octobre 2009. |